# 红带滑胸针蓟马
红带滑胸针蓟马（学名：Selenothrips rubrocinctus）又称红带网纹蓟马，是蓟马科的一种昆虫。最初在西印度群岛被描述，但可能起源于南美洲北部。目前已广泛分布于全球，几乎遍布于热带地区，包括北美、中美、南美、非洲、南亚和澳大利亚等地。
该蓟马对多种园林植物产生危害，包括杨梅、合欢、蚊母、杜鹃、珊瑚树、海棠和悬铃木等。其成若虫主要群集在植物叶片的背面，以锉吸的方式为害。受害叶片正面会出现密布黄白或灰白色的针尖状斑点，当病情严重时，叶片失去绿色变白，并容易脱落。另外，红带滑胸针蓟马还容易传播病毒，引发植物病毒病。